# Sportsko Društvo Budućnost
Lo Sportsko Društvo Budućnost è una società polisportiva di Podgorica, in Montenegro, che comprende le seguenti sezioni:
- FK Budućnost Podgorica - sezione di calcio
- KK Budućnost Podgorica - sezione di pallacanestro maschile
- RK Budućnost Podgorica - sezione di pallamano maschile
- OK Budućnost Podgorica - sezione di pallavolo maschile
- ŽRK Budućnost Podgorica - sezione di pallamano femminile